# 巴特勒縣 (賓夕法尼亞州)
巴特勒縣（英語：Butler County）是美国宾夕法尼亚州西部的一個縣，面積2,058平方公里。根據2020年美國人口普查，共有人口19萬3,763人。縣治巴特勒。該縣成立於1800年3月12日，縣名紀念美國獨立戰爭將軍理察·巴特勒。

## 历史
巴特勒县有一些著名的发明和发现。 萨克森堡是土木工程师約翰·A·羅柏林和他的兄弟卡尔（Carl）建立的普魯士殖民地。务农一段时间后，罗布林回到工程领域，发明了他革命性的“钢丝绳”，他首先在萨克森堡生产了这种钢丝绳。他将业务转移到新泽西州的特伦顿。他以设计最著名的作品布魯克林大橋而闻名，但他也在匹兹堡和其他城市设计和建造了许多桥梁。
在现在被称为「油溪」的地方，巴特勒县居民威廉史密斯和埃德溫·德雷克首先证明可以从地下开采石油以获得稳定的供应。吉普车于1941年由班塔姆汽车在巴特勒县开发。
著名的政治家曾在巴特勒县居住和旅行过。聯邦参议员沃爾特·洛里是巴特勒唯一的参议员，他于 1828 年建造了一座住宅，至今仍矗立在巴特勒县法院大楼后面。这所房子已被巴特勒县历史协会改造使用。巴特勒手下级别最高的联邦官员是威廉·佩里（William J. Perry），1994年至1997年出任柯林頓總統的國防部長。他于1945年毕业于巴特勒高中。
乔治·华盛顿在英法北美战争期间经过这个地区。1923年，沃伦·盖玛利尔·哈定总统的葬礼火车在前往華盛頓特區的途中经过巴特勒县。 约翰·肯尼迪在1960年美国总统选举期间在巴特勒县法院大楼前发表讲话。休伯特·汉弗莱也在巴特勒竞选。2004年，副总统迪克·切尼在萨克森堡发表讲话，为乔治·沃克·布什总统竞选2004年美国总统选举。
1963 年，摇滚乐队Poison的主唱布雷特·迈克尔斯出生于此。

## 地理

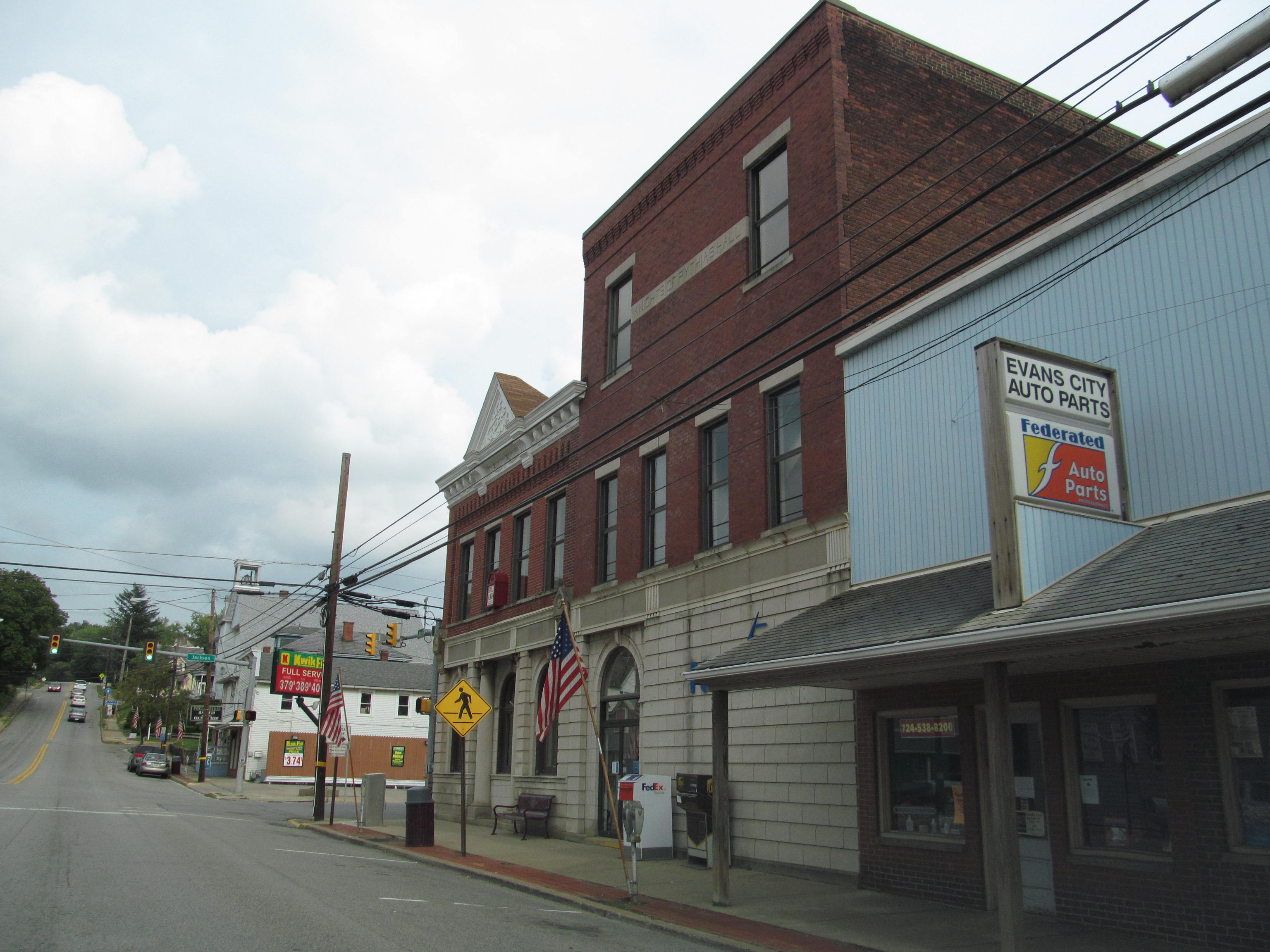
埃文斯市的市中心

根据美国人口普查局的数据，该县总面积为795平方英里（2,060平方公里），其中陆地面积为789平方英里（2,040平方公里），水域面积为6.1平方英里（16平方公里）（0.8%）.
它是冰磧州立公園的所在地，拥有3,000英亩（12平方公里）的冰川湖亚瑟湖。亚瑟湖用于钓鱼和航行，周围的公园用于远足和打猎。
该县属于湿润大陆性气候，巴特勒自治市镇的月平均气温从1月的27.7°F到7月的72.1°F不等。

### 邻近县份
- 韦南戈县（北部）
- 克拉里恩縣（东北）
- 阿姆斯壯郡（东部）
- 威斯特摩兰县（东南）
- 阿勒根尼县（南部）
- 比弗县（西南）
- 劳伦斯县（西部）
- 默瑟县（西北部）

## 人口
| 调查年                                                      | 人口    | 备注 | %±    |
| ----------------------------------------------------------- | ------- | ---- | ----- |
| 1800                                                        | 3,916   |      | —     |
| 1810                                                        | 7,346   |      | 87.6% |
| 1820                                                        | 10,193  |      | 38.8% |
| 1830                                                        | 14,581  |      | 43.0% |
| 1840                                                        | 22,378  |      | 53.5% |
| 1850                                                        | 30,346  |      | 35.6% |
| 1860                                                        | 35,594  |      | 17.3% |
| 1870                                                        | 36,510  |      | 2.6%  |
| 1880                                                        | 52,536  |      | 43.9% |
| 1890                                                        | 55,339  |      | 5.3%  |
| 1900                                                        | 56,962  |      | 2.9%  |
| 1910                                                        | 72,689  |      | 27.6% |
| 1920                                                        | 77,270  |      | 6.3%  |
| 1930                                                        | 80,480  |      | 4.2%  |
| 1940                                                        | 87,590  |      | 8.8%  |
| 1950                                                        | 97,320  |      | 11.1% |
| 1960                                                        | 114,639 |      | 17.8% |
| 1970                                                        | 127,941 |      | 11.6% |
| 1980                                                        | 147,912 |      | 15.6% |
| 1990                                                        | 152,013 |      | 2.8%  |
| 2000                                                        | 174,083 |      | 14.5% |
| 2010                                                        | 183,862 |      | 5.6%  |
| 2020                                                        | 193,763 |      | 5.4%  |
| U.S. Decennial Census 1790-19601900-1990 1990-20002010-2019 |         |      |       |

### 2020年人口普查
| 种族                      | 人口    | 百分比 |
| ------------------------- | ------- | ------ |
| 白人 (非拉丁裔)           | 178,081 | 92%    |
| 非裔美国人 (非拉丁裔)     | 2,174   | 1.12%  |
| 美洲原住民 (非拉丁裔)     | 154     | 0.08%  |
| 亚裔美国人 (非拉丁裔)     | 2,792   | 1.44%  |
| 太平洋岛民(非拉丁裔)      | 36      | 0.02%  |
| 混血/多种族身份(非拉丁裔) | 6,861   | 3.54%  |
| 拉丁裔美国人              | 3,665   | 1.9%   |